# Guy-Fawkes-River-Nationalpark
Der Guy-Fawkes-River-Nationalpark ist ein Nationalpark im Nordosten des australischen Bundesstaates New South Wales, 560 km nördlich von Sydney, 80 km nordöstlich von Armidale und 50 km nordwestlich von Dorrigo.
Der Nationalpark beherbergt mehr als 40verschiedene Vegetationsgesellschaften, 28 bedrohte Pflanzenarten, 24 bedrohte Tierarten und wichtige Gebiete mit Primärwald. Der Guy Fawkes River stürzt über die Ebor Falls vom Nördlichen Tafelland herab. Man findet dort spektakuläre Beispiele von Flusstälern und wilden Klammen, besonders am tief in das Tafelland eingegrabenen Tal des Guy Fawkes River entlang einer alten Verwerfungsfalte. Auch die wilden, engen Täler des Aberfoyle River, des Sara River und des Henry River verlaufen im Park.

## Geschichte
In den 1970er-Jahren wurde der Bicentennial National Trail (Wanderweg zum Gedenken an die 200-jährige Geschichte Australiens) auf der Trasse eines alten Viehtriebweges am Westufer des Guy Fawkes River entlang geplant.
Brumbies lebten seit den 1930er-Jahren auf dem Gebiet des heutigen Nationalparks. Viele von ihnen stammten von den Pferden Saladins ab, was man an den falben Fellfärbung sieht. Im Oktober 2000 wurden auf Veranlassung des New South Wales National Parks & Wildlife Service zum Schutz der einheimischen Flora und Fauna über 600 Brumbies im Guy-Fawkes-River-Nationalpark aus einem Hubschrauber heraus erschossen. Seit Beginn der Kampagne wurden bereits über 400 Pferde eingefangen und aus dem Park entfernt. 200 davon wurden später wieder nach Hause geschickt.